# Сабурово (Щолковський міський округ)
Сабу́рово (рос. Сабурово) — присілок у складі Щолковського міського округу Московської області, Росія.

## Населення
Населення — 59 осіб (2010; 43 у 2002).
Національний склад (станом на 2002 рік):
- росіяни — 98 %